# 아담 마위시
아담 헨리크 마위시(폴란드어: Adam Henryk Małysz, 1977년 12월 3일 ~ )는 폴란드의 은퇴한 스키 점프 선수이다.